# Феррейра, Фернанда (гребец)
Фернанда Феррейра (род. 25 января 1985, Рио-де-Жанейро) — бразильская гребчиха. Участвовала в женских соревнованиях по парной академической гребле в лёгком весе на летних Олимпийских играх 2016 года.

## Признание
Фернанда была признана одной из 100 женщин Би-би-си 2017 года.